# Epigonus telescopus
El Epigonus telescopus o Bulls-eye es un pez de la familia Epigonidae, que se puede ubicar en la mayoría de océanos templados del mundo, entre profundidades de entre  los 75 y 1,200 metros de profundidad. Tienen un largo de entre 30 y 75 centímetros.